# Clinton (Minnesota)
Clinton è un comune degli Stati Uniti d'America, situato nello Stato del Minnesota, nella Contea di Big Stone.